# Sorapiss
Le Sorapiss (ou Sorapis, Punta Sorapiss) est un sommet et un chaînon montagneux culminant à 3 205 m d'altitude dans le groupe des Dolomites d'Ampezzo, dans le massif des Dolomites, dans les Alpes italiennes. Le chaînon s'élève dans la province de Belluno sur les municipalités de Cortina d'Ampezzo et de San Vito di Cadore. Un col du même nom se trouve à proximité, ainsi que le lac de Sorapiss, au pied de la montagne. Le chaînon fait partie du parc naturel des Dolomites d'Ampezzo.

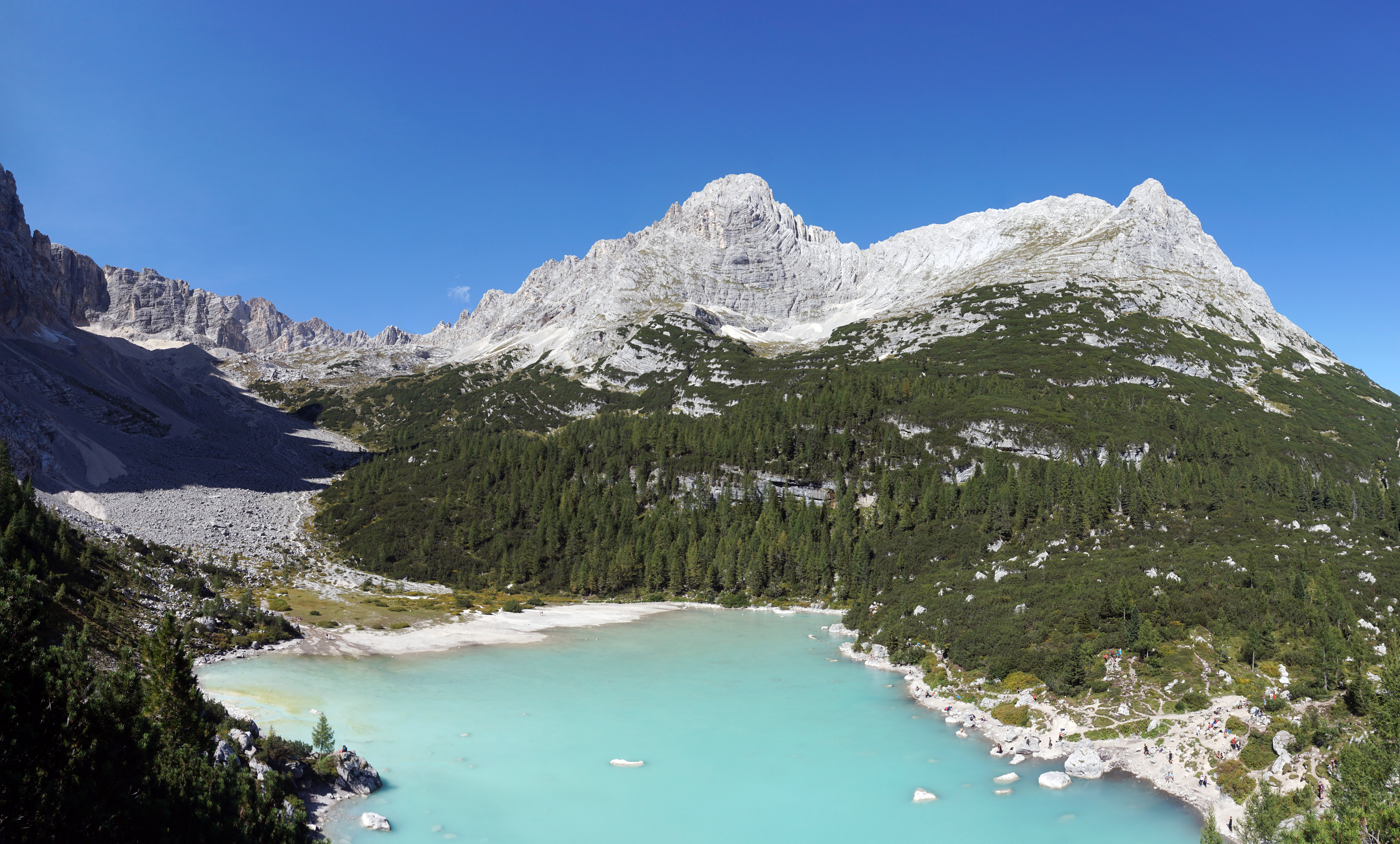
Vue du lac Sorapiss.
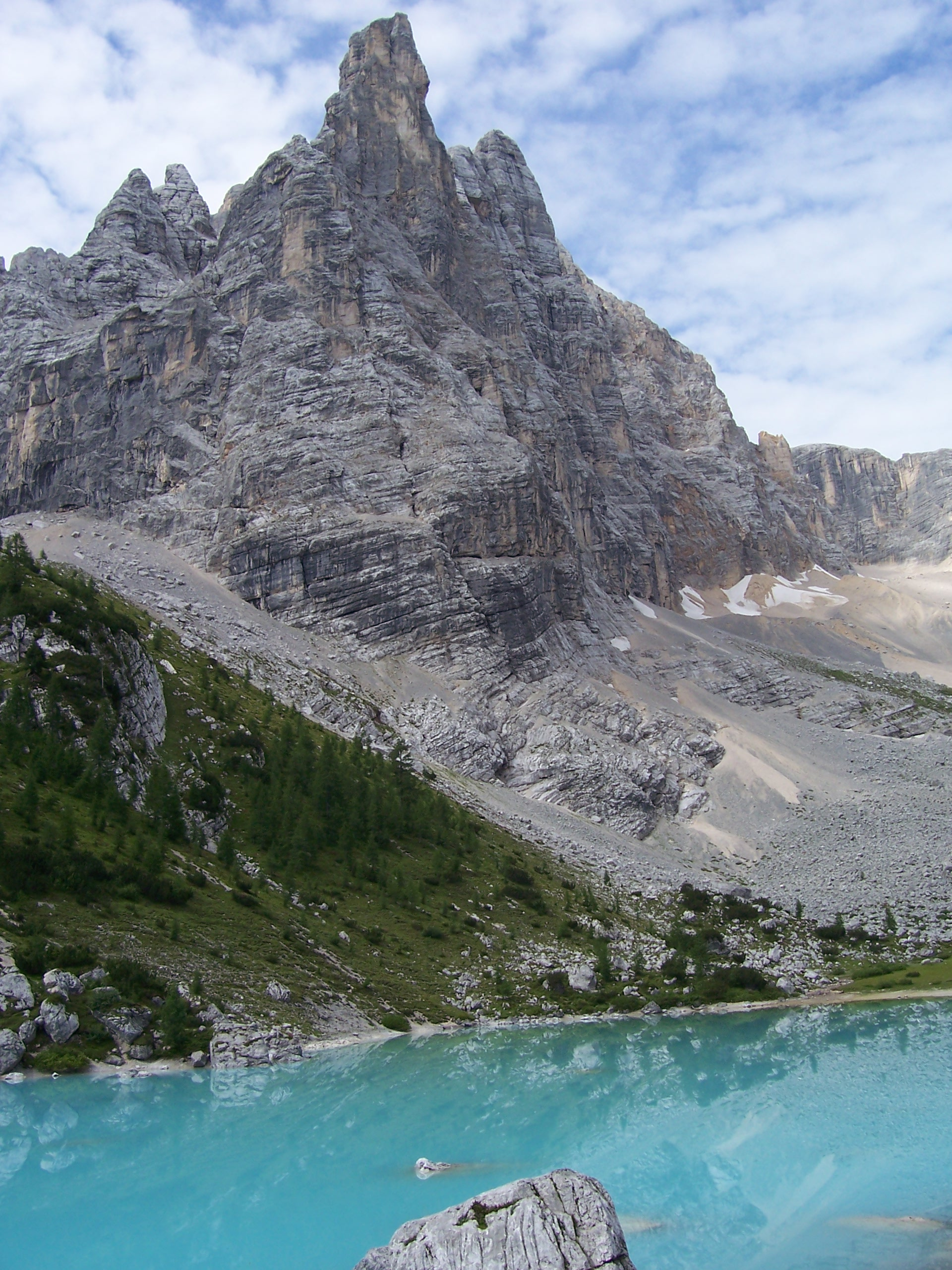
Le doigt de Dieu et le lac Sorapiss.